# Le Banquet (Platon)
Pour les articles homonymes, voir Le Banquet.
 (avril 2022).
Le Banquet (en grec ancien Συμπόσιον, Sumpósion) est un texte de Platon écrit aux environs de 380 av. J.-C. Il est constitué principalement d’une série de discours portant sur la nature et les qualités d’Éros, dieu du Désir. Tò sumpósion en grec est traduit traditionnellement par Le Banquet, terme désignant une réception, une fête mondaine.
Le Banquet, avec le Phèdre, sont les dialogues de Platon dont le thème majeur est le désir.

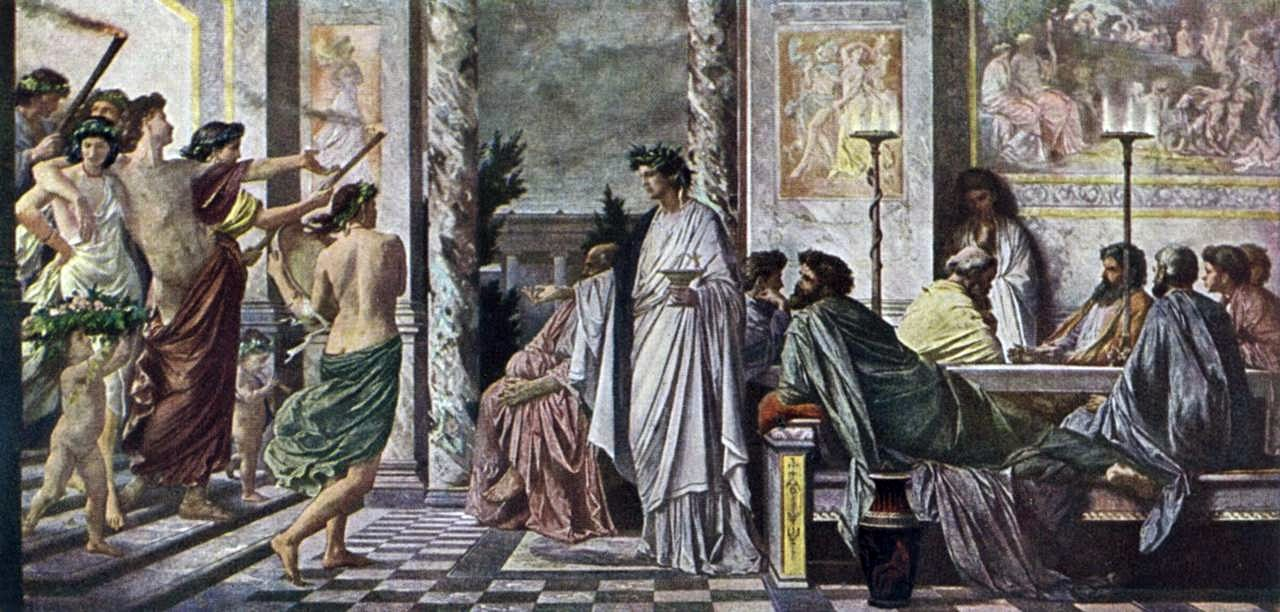
Anselm Feuerbach, Le Banquet de Platon. Arrivée d'Alcibiade, 1869, Staatliche Kunsthalle Karlsruhe (Allemagne).

## Présentation

### Le Banquetdans l’œuvre de Platon
Platon fait entendre des voix différentes pour parler d’amour et de beauté, qui sont affaires du Bien. Dans ce dialogue, Éros est représenté différemment par les personnages du dialogue. Pour le dénommé Phèdre, Éros est une divinité primordiale, « celui qui fait le plus de bien aux hommes, il inspire de l'audace », « est le plus ancien, le plus auguste, et le plus capable de rendre l’homme vertueux et heureux durant sa vie et après sa mort ». Pausanias distingue entre deux amours et relations sexuelles. Tout comme il y a deux Aphrodites —l’Aphrodite céleste, la plus âgée, née d'Ouranos, et l’Aphrodite appelée « Aphrodite Populaire », née du mâle et de la femelle, Zeus et Dioné, plus jeune — il y a deux Éros : un Éros populaire, « c’est l’amour qui règne parmi les gens du commun. Ils aiment sans choix, non moins les femmes que les jeunes gens, plutôt le corps que l’âme, ils n’aspirent qu’à la jouissance ; pourvu qu’ils y parviennent, peu leur importe par quels moyens » et un Éros fidèle, qui « ne recherche que les jeunes gens », qui n’aime que le sexe masculin, « naturellement plus fort et plus intelligent ». 
Au chapitre II de son ouvrage qui porte aussi le titre de Banquet, Xénophon fait dire à Socrate que « la nature de la femme n'est pas inférieure à celle de l'homme : il ne lui manque qu'un peu plus d'intelligence et de vigueur ». Suit un éloge de l’amour vertueux, fidèle, non attaché au corps. Faisant parler Éryximaque, Platon approuve la distinction des deux Éros faite par Pausanias, et la complète : l’Éros ne réside pas seulement dans l’âme mais aussi dans la beauté, « dans les corps de tous les animaux, dans les productions de la terre, en un mot, dans tous les êtres. » L’Éros légitime et céleste est celui de la muse Uranie : « Mais pour celui de Polymnie, qui est l’Éros vulgaire, on ne doit le favoriser qu’avec une grande réserve, en sorte que l’agrément qu’il procure ne puisse jamais porter au dérèglement ». Platon et Xénophon ont tous deux écrit un Banquet : l’un en proscrit les joueuses de flûte, l’autre les y admet ; l’un produit Socrate comme buvant jusqu’à l’aurore l’autre dissuade de boire dans de grands vases. Platon dans son Phédon, citant ceux qui se trouvaient auprès de Socrate, ne parle pas de Xénophon. Certains anachronismes ont été relevés par Athénée chez Platon : selon Athénée, Platon a quatorze ans à l’époque où ledit banquet a dû se dérouler.

## Généralités

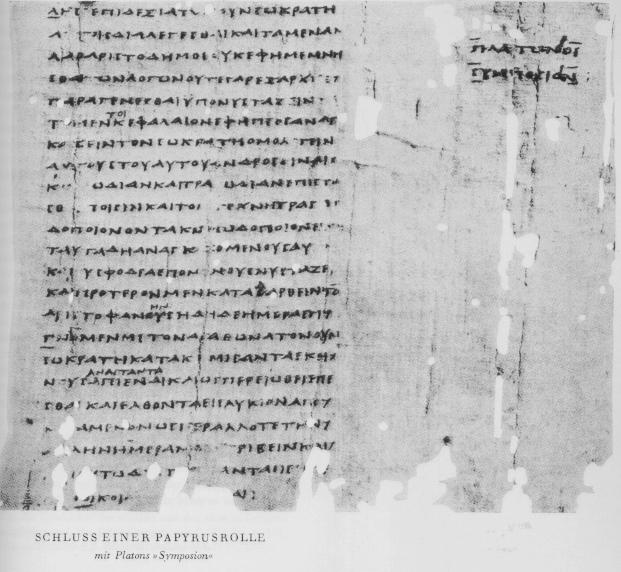
Copie manuscrite sur papyrus d'un passage du Banquet.

Dans Le Banquet, Platon fait parler un narrateur du nom d'Apollodore, qui rapporte à un certain Glaucon avec qui il chemine, les propos qui furent tenus lors d'une soirée donnée par Agathon à l'occasion de sa victoire dans le concours de tragédies. Toutefois, Apollodore rapporte lui-même ce qu'il a entendu d'Aristodème de Cydathénéon, qui, lui, était présent à cet événement qui s'est passé alors que Glaucon et Apollodore « [étaient] encore enfants ».
On peut supposer que le Banquet fut composé entre -375 et -378, notamment parce que Phèdre parle d'une armée exclusivement composée d'erastaí et de leur paidiká ; à savoir le modèle qui servit pour la constitution du « bataillon sacré » de Thèbes peu après -378.

Platon situe le récit qu'en fait Apollodore entre -407 et -399 (la guerre du Péloponnèse, qui a opposé Sparte à Athènes, s'est achevée par la défaite d'Athènes). Onze années ont passé depuis la réception de février -416. Apollodore explique à Glaucon qu'il était lui-même trop jeune pour avoir assisté à cette réception, et qu'il tient son récit d'Aristodème de Cydathénéon, un autre disciple de Socrate qui l'accompagnait ce soir-là. 
Le prologue du Banquet apparaît ainsi complexe et la transmission du récit y est très élaborée. En effet, dans ce cadre métadiégétique, le lecteur accède aux évènements du banquet à travers une triple médiation: Platon, Apollodore et Aristodème. Ainsi Le Banquet doit-il être lu comme le récit du récit d'un récit — et la situation est même plus complexe, dans la mesure où Glaucon en a entendu des éléments avant sa rencontre avec Apollodore, de la part d'un personnage appelé Phénix,.
Une enquête rapide sur le caractère des personnages que sont Aristodème et Apollodore en dira un peu plus sur la manière dont ils entendent jouer leur rôle d'intermédiaire entre les auditeurs et cette soirée à laquelle personne, parmi les auditeurs présents, n'a assisté. Intermédiaire se dit en grec metaxu μεταξὺ ; Apollodore et Aristodème vont être les intermédiaires d'un daimon, l'érôs, intermédiaire par excellence.[réf. nécessaire]

### Contexte du dialogue
Circonstances
Le jeune Agathon remporte le concours des grandes Dionysies (vers 416 av. J.-C.), avec sa première tragédie, jouée « en présence de plus de trente mille Grecs ». Il organise une grande fête de sacrifice de victoire avec ses choreutes, qui se termine en beuverie. Le lendemain, il donne à nouveau une réception, plus intime, plus calme, en invitant des personnalités importantes à fêter son succès. À l'initiative de Phèdre, relayé par Éryximaque, chacun est invité à faire à tour de rôle un éloge d'Éros, divinité qui, selon Phèdre, n'est pas assez louée. Le Banquet est l'histoire de cette longue nuit, où l'on entend se succéder ces éloges, ainsi que les discussions et les multiples incidents qui interrompent ce protocole.

### Les huit personnages
Apollodore rapporte le récit d'Aristodème, mais les personnages principaux du dialogue sont :
1. Socrate : accompagné de son disciple Aristodème.
2. Agathon : jeune poète couronné, disciple de Gorgias, et organisateur de la réception. Il a obtenu le premier prix au concours des grandes Dionysies de 416 av. J.-C. ; il s'agissait de sa toute première représentation. On ne sait rien de ses autres représentations, qui furent peu nombreuses, puisqu'il a quitté Athènes dès -408/-407 ;
3. Pausanias : amant d'Agathon ; il fait l'éloge de l'homosexualité et de la pédérastie[15],[16] ; il suit son amant lorsque celui-ci quitte Athènes (-408/-407). Sa sensualité est proverbiale à Athènes : il fait preuve de raffinement dans le discours.
4. Aristophane : poète comique à succès, critique notamment des politiciens de son temps ; il est important de noter le rôle particulier d'Aristophane dans la vie et l'œuvre de Platon et de Socrate. Aristophane est l'autre, presque l'ennemi ; dans Les Nuées il s'en était pris violemment à Socrate ; dans l'Apologie, Platon l'accuse d'avoir été le premier délateur de Socrate. Il serait en quelque sorte le contrapunto du symposium, l'étranger venu parler. L'éloge d'Alcibiade envers Socrate serait aussi une réponse aux calomnies des Nuées.
5. Éryximaque : médecin, fils d'Acoumène (médecin comme lui) : érudit et pédant, organisateur du tour d'éloges d'Éros ;
6. Aristodème, disciple de Socrate, du dème de Cydathénéon ;
7. Phèdre : jeune Athénien brillant et riche, fils de Pythoclès du dème de Myrrhinonte, il accompagne Socrate dans le Phèdre, dialogue platonicien éponyme
8. Alcibiade : il n'a pas été invité par Agathon. Vexé, jaloux et inquiet que l’amphitryon ne séduise Socrate, il s’enivre et force l'entrée au banquet, surgissant tard, ivre, exubérant et amoureux. Plutarque dit[Où ?] Anytos jaloux de l'amour d'Alcibiade pour Socrate ; il y a là un début de l'adversité qui mènera à l'accusation de Socrate.

Plusieurs autres personnes sont présentes, mais ne jouent pas un rôle important durant la soirée. On mentionnera cependant Diotime, absente lors du banquet, mais dont Socrate rapporte, au cours de son intervention l'enseignement. Quant à Antisthène, il a aussi assisté au banquet, mais il n'est mentionné que dans l'ouvrage de Xénophon.

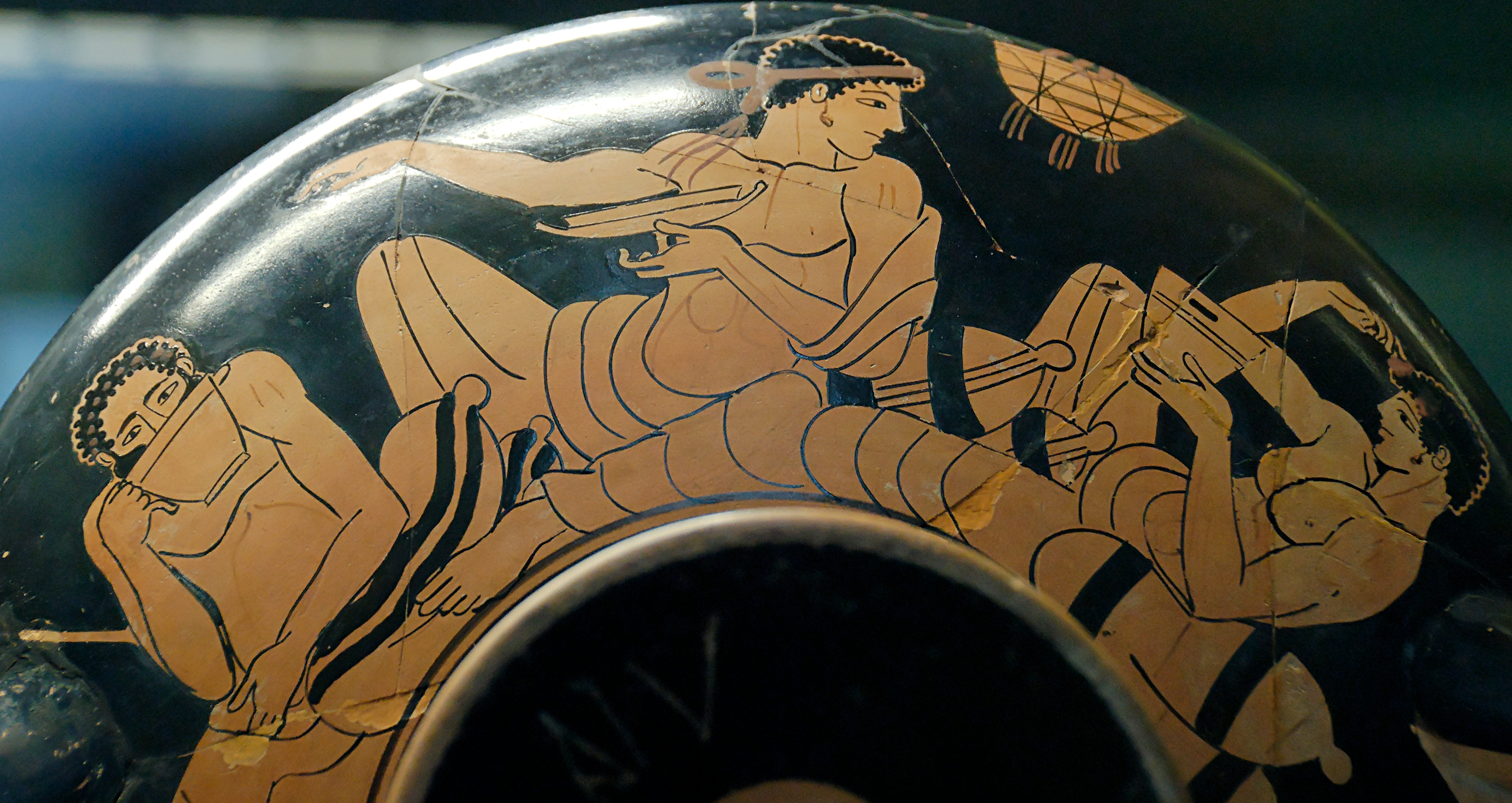
Scène de Banquet. Coupe attique, v. 480 av. J.-C. (musée du Louvre).

### Chronologie de la soirée
Seize ans après cette réception, Apollodore relate en détail, à qui veut l’entendre, tout ce qui s’est passé et dit lors de cette réunion, tel qu’il l’a appris d’Aristodème qui était présent puisqu’il accompagnait Socrate.
1. Socrate se fait beau, il invite Aristodème à l’accompagner.
2. Socrate en retard, Aristodème arrive seul.
3. Début du repas.
4. Arrivée tardive de Socrate, Agathon le place à sa droite.
5. À la fin du repas, rejet de l’ivresse selon Éryximaque : chacun à son tour fera l’éloge d’Éros, selon l’envie de Phèdre.
6. Le jeune Phèdre inaugure le premier éloge du désir (I).
7. Plusieurs éloges non rapportés par Aristodème.
8. L’éloge de l’amour vertueux par Pausanias (II).
9. Le hoquet d’Aristophane.
10. Éryximaque prend la parole à sa place, et fait un éloge (III).
11. L’histoire des moitiés coupées ("mythe" des androgynes) par Aristophane (IV).
12. Socrate presse Agathon de questions et engage avec lui une discussion sur ses certitudes.
13. Phèdre rappelle la règle imposée, de parler tour à tour.
14. Éloge du désir par Agathon (V).
15. Socrate questionne Agathon sur son discours.
16. Socrate rapporte l’enseignement de Diotime (VI).
17. Arrivée impromptue d’Alcibiade ivre.
18. Alcibiade se place entre Agathon et Socrate, couronne l’un puis l’autre
19. Éloge de Socrate par Alcibiade (VII).
20. Socrate convainc Agathon de se remettre à côté de lui pour qu’il fasse son éloge à son tour.
21. Arrivée impromptue d’une bande de buveurs qui sèment le désordre.
22. Tous sont obligés de boire, finissent par partir ou s’endormir.
23. Au réveil d’Aristodème, le soleil est déjà levé, seuls Socrate, Aristophane et Agathon sont encore éveillés.
24. Socrate termine une discussion sur les qualités de l'auteur de comédies et tragédies avec Aristophane et Agathon qui finissent par s’endormir.
25. Socrate et Aristodème repartent.
26. Socrate ne se couchera que le soir venu.

### Le jeu des places musicales
Les changements successifs de places autour d'Agathon :
- PHEDRE - - - PAUSANIAS - ARISTOPHANE - ERYXIMAQUE - AGATHON
- PHEDRE - - - PAUSANIAS - ARISTOPHANE - ERYXIMAQUE - AGATHON - SOCRATE
- PHEDRE - - - PAUSANIAS - ARISTOPHANE - ERYXIMAQUE - AGATHON - ALCIBIADE - SOCRATE
- PHEDRE - - - PAUSANIAS - ARISTOPHANE - ERYXIMAQUE - ALCIBIADE - SOCRATE - AGATHON

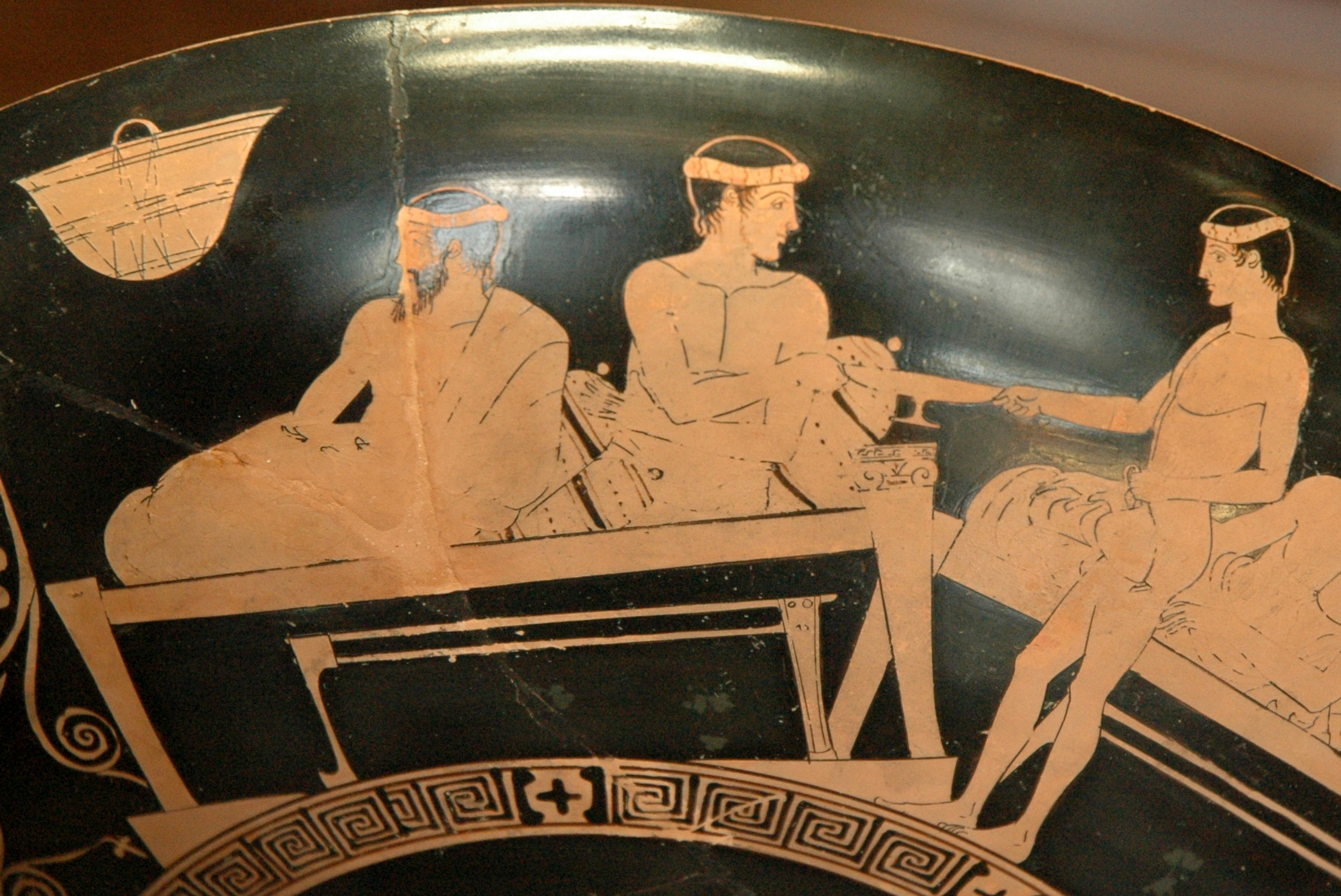
Jeune garçon servant du vin lors d'un banquet (kylix attique, v. 460-450 av. J.-C, musée du Louvre).

Éryximaque organise l'ordre des éloges, activité acceptée par les convives à l'initiative de Phèdre. La prise de parole s'effectuera au cours de la soirée de la gauche vers la droite, Phèdre se voyant ainsi attribuer le premier tour de parole et Agathon, le dernier. Aristodème, invité par le biais de Socrate, arrivera au banquet avant ce dernier et sera installé par Agathon aux côtés d'Éryximaque ; Socrate, arrivant quant à lui au milieu du repas, sera pour sa part convié par Agathon à ses côtés ; lui incombe désormais d'assurer le dernier tour de parole.
Lorsque vient le tour d'Aristophane après le discours de Pausanias, celui-ci est pris d'un hoquet le forçant à échanger son tour de parole avec Éryximaque. Socrate ne prononcera son discours, ainsi que prévu, qu'en dernier, après ceux d'Éryximaque, d'Aristophane et d'Agathon. Toutefois, arrive vers la fin de son discours Alcibiade, ivre, et qui s'assoit entre Agathon et Socrate afin de les séparer. Alcibiade prend donc un tour de parole en décidant de faire un éloge de Socrate, quelque peu grinçant : on perçoit de la rancœur et des tensions entre les deux hommes qui ont été amants. Socrate étant ainsi toujours le plus à droite, mais cette fois à la suite d'Alcibiade, doit reprendre la parole ; il invite à ce moment Agathon à venir se déplacer à sa droite afin de pouvoir faire son éloge. Socrate se retrouve donc entre Alcibiade et Agathon, qui est revenu à sa position initiale. Cette nouvelle configuration ne donne cependant pas lieu à de nouveaux discours: une bande de buveurs, envahissant le banquet, vient interrompre le protocole.

Au lever du soleil, les seuls à ne pas s'être endormis sont Agathon, Aristophane et Socrate, qui anime la discussion. Socrate repart après avoir endormi ses deux compagnons en compagnie d’Aristodème, qui s’est, pour sa part, réveillé. 

## Les sept discours

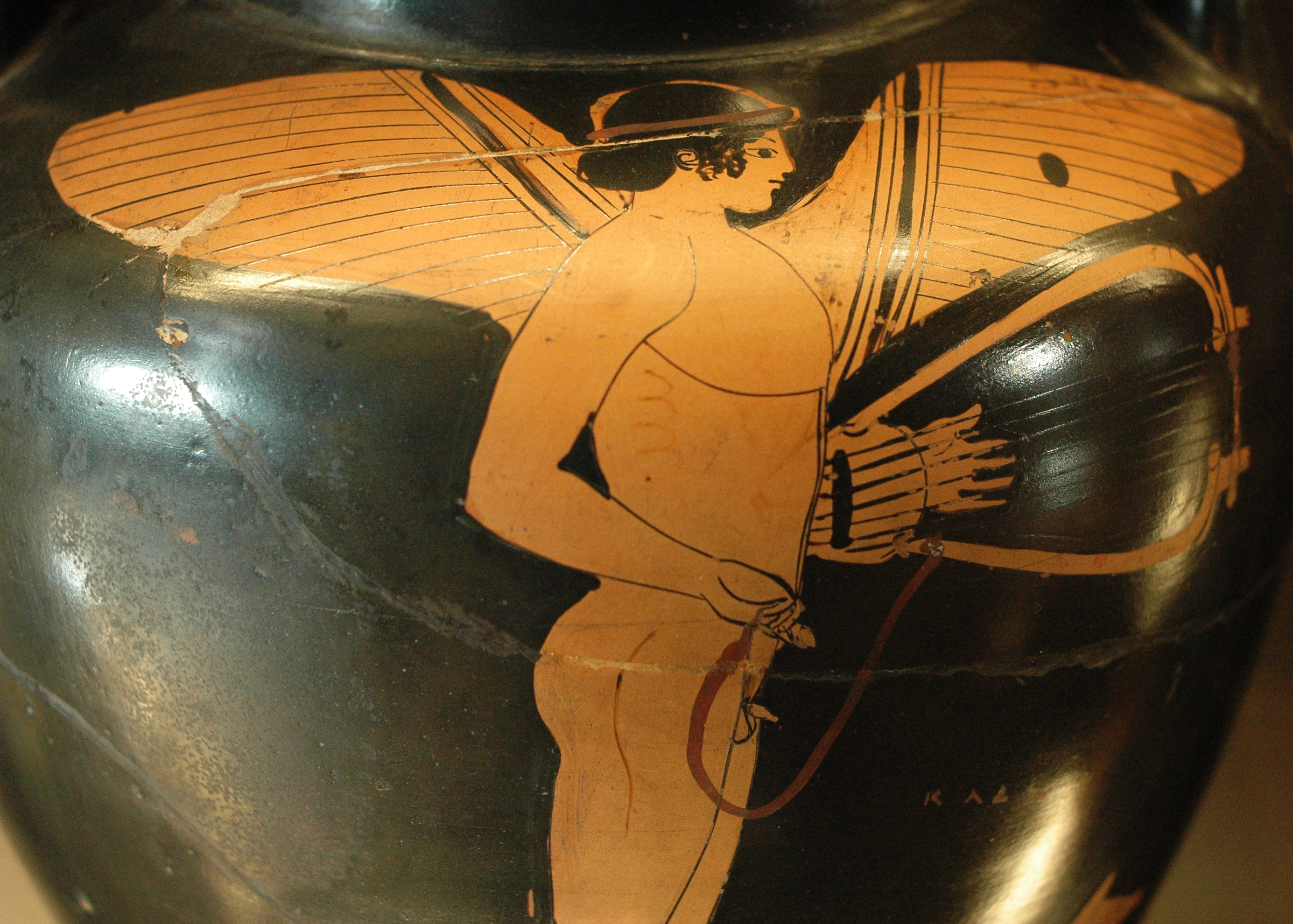
Éros ailé tenant une lyre. Détail d'une amphore attique, v. 470 av. J.-C. (musée du Louvre).

### Discours de Phèdre
Le premier discours est prononcé par Phèdre. Il affirme qu'Éros est un dieu important, admirable pour de nombreuses raisons, notamment en raison de son origine : il est le plus ancien des dieux et n'a ni père ni mère. Phèdre relate ensuite la suite d'évènement qui donne lieu au monde tel que nous le connaissons ; ainsi, il y premièrement eut le chaos, la Terre et finalement Éros. Éros est pour nous la source des biens les plus grands, car le principe qui guide les hommes qui cherchent à vivre comme il faut, c'est le désir. En effet, la honte est liée à l'action laide, la recherche de l'honneur est liée à l'action belle : sans cela, il n'y aurait ni cité, ni individu pour réaliser des grandes et belles choses de notre monde. Or, si on formait une cité ou une armée avec des amants et leurs aimés, chacun rejetterait ce qui est laid, et il y aurait émulation dans la recherche de l'honneur. Combattant ensemble, ils vaincraient l'humanité entière, car toute lâcheté est impossible quand on est prêt à mourir par amour. Enfin, ce que les dieux admirent le plus et honorent, c'est quand le désir se double d'un amour réciproque entre l'amant et son bien-aimé: celui qui désire les garçons est divin car il est inspiré par les dieux.  "Θειότερον γὰρ ἐραστὴς παιδικῶν"  180, b.
D'une manière générale, Phèdre oppose « la honte liée à l'action laide » à « l'émulation liée à l'action belle ». Celui même qui accomplit une action laide aura davantage honte d'être vu par son bien-aimé que par qui que ce soit d'autre, preuve que l'amour est lié au beau, et donc l'amant aussi. Le courage est beau, et Éros l'insuffle aussi à ceux qui ont du désir, ce qui rend les amants capables de mourir pour ceux qu'ils aiment. Non seulement les amants sont plus courageux, mais le courage mis au service de l'amour est d’autant plus honoré par les dieux (et les hommes) que le courage seul, qui est déjà une haute vertu.

### Discours de Pausanias
Après quelques autres discours (non cités) vient celui de Pausanias. Selon lui, il y a en réalité plusieurs Éros ; reste à savoir pour lequel faire un éloge. Il n'y a pas d'Aphrodite sans Éros ; or il y a deux Aphrodite, donc deux Éros. La plus ancienne Aphrodite, fille d'Ouranos, est la Céleste, dont parlera Lucien de Samosate ; l'autre est la vulgaire (Aphrodite « Pandémos », c'est-à-dire populaire). Or, une action n'est ni belle ni laide en elle-même, c'est la façon de l'accomplir qui la rend belle, par exemple boire en excès nous enlaidit, tandis que boire raisonnablement nous honore. Donc Éros n'est pas indistinctement beau, seul est digne d'éloge l'Éros (= le désir) qui incite à l'amour.

#### Éros vulgaire
L'Éros vulgaire aime l'aventure : il aime les femmes comme les garçons, mais ce qu'il apprécie par-dessus tout, ce sont les corps. Il recherche des partenaires peu intelligents, car seul son but lui importe. Il fait l'amour comme bon lui semble, sans réellement s'attarder à la bonté de son acte. L'Éros vulgaire, c'est le désir physique et superficiel, en opposition à l'Aphrodite Céleste, qui est le désir tourné vers les âmes, d'où peut naître l'amour pur.

#### Éros céleste
L'autre Éros se rattache à l'Aphrodite céleste. Celle-ci s'adresse aux garçons et n'est pas insolente. Un tel Éros inspire en effet le désir du sexe masculin. Mais il faudrait des règles de conduite pour éviter les comportements intempestifs des amants vulgaires. Chez certains peuples, l'homosexualité n'est pas honteuse, mais pour d'autres, elle l'est. Pour les Athéniens, sont pris en considération les trois critères suivants : [182 b - 185 c]
- il est plus convenable d'aimer ouvertement et d'aimer des gens de meilleure famille, de haut mérite ;
- celui qui est amoureux doit recevoir des encouragements : s'il fait une conquête, c'est une belle chose, s'il échoue, c'est honteux ;
- on a toute liberté d'entreprendre une conquête, et l'extravagance n'est pas dans ce cas blâmée : est moralement acceptable une forme d'esclavage volontaire de l'amant, que l'on tiendrait pour inacceptable si ce n'était pas fait par amour[Note 1]. L'amoureux peut même ne pas tenir ses promesses : un serment d'amour n'est pas un vrai serment. Il a donc une totale liberté.

Pourtant, certains font des reproches aux garçons désirés, on les empêche de parler à leurs amants. C'est qu'une action est belle si on se conduit comme il faut, honteuse autrement : par exemple, céder à quelqu'un qui n'en vaut pas la peine, à l'amant vulgaire qui aime surtout le corps, est honteux, car cet amant n'a pas de constance. Inversement, est considéré comme noble celui qui aime un caractère qui en vaut la peine, restant ainsi un amant toute sa vie, puisqu'il s'est fondu avec quelque chose de constant. Le temps qui passe sera ainsi un excellent révélateur de la pureté du désir et donc de l'amour. Il n'y aura donc qu'une seule voie pour l'aimé de céder de belle manière, par l'esclavage volontaire à la vertu, car si l'on accepte d'être au service de quelqu'un pour devenir meilleur, cela n'est pas honteux. L'amant et l'aimé ont alors le même but : la justice, devenir bon, être sage. Cela oblige l'amant et l'aimé à prendre soin d'eux-mêmes pour devenir vertueux. Le reste appartient à l'Aphrodite vulgaire. 
Après ce discours, Aristophane passe son tour car il a le hoquet. Il occupera donc ultérieurement la place qui ne lui revenait pas à l'origine.

### Discours d'Éryximaque
Éryximaque incarne l'homme de science (il est médecin) et reprend la distinction des deux Éros en la rapportant à son art.
De son point de vue, la distinction des deux Éros est bonne, mais elle ne concerne pas seulement les âmes des êtres humains : cela concerne toute chose qui recherche autre chose, comme le montre la médecine. Favoriser ce qu'il y a de bon et de sain dans chaque corps est beau, et c'est ce que fait la médecine, car elle est la science des opérations de remplissage et d'évacuation du corps que provoque Éros (remarquons que le médecin procède avec le corps exactement à l'inverse du tyran, tel que décrit dans La République sur la cité qu'il gouverne ; le tyran renvoie tous les hommes bons ou compétents pour éviter d'éventuelles rivalités, et les remplace par des individus mauvais et/ou incapables qui le suivront dans ses inclinations). En conséquence, celui qui distingue le bon Éros est un médecin accompli. Il doit savoir en outre faire apparaître le désir et l'amour mutuels entre les choses qui sont en conflit : froid, chaud, sec, humide, etc. C'est en établissant l'amour et la concorde entre ces choses qu'Asclépios a fondé la médecine. La médecine, la gymnastique, la musique sont gouvernées par ce dieu. En musique on réalise un accord par une opposition entre l'aigu et le grave : la musique crée le désir mutuel, dans l'ordre de l'harmonie et du rythme, c'est une science des désirs du corps.
Il faut donc partout sauvegarder l'un et l'autre désir : l'Éros bien réglé apporte l'abondance et la santé, et l'Éros de la démesure provoque de nombreuses destructions (épidémies, famines dues à la méconnaissance de l'astronomie qui est réglée sur l'équilibre). Le déséquilibre dans les relations frappe les animaux et les plantes. De même, dans la communication entre les dieux et les hommes, le désir établit ce qui est bon par l'observation des lois divines, ce qui est la piété. Celui qui fait preuve d'impiété est celui qui poursuit le désir vulgaire, l'Aphrodite vulgaire, au lieu de l'Aphrodite céleste. La puissance d'Éros est universelle, et la modération et la justice donnent le bonheur et rendent possible la paix. [188 d] 
Aristophane, n'ayant plus le hoquet, commence ensuite son discours.

### Discours d'Aristophane

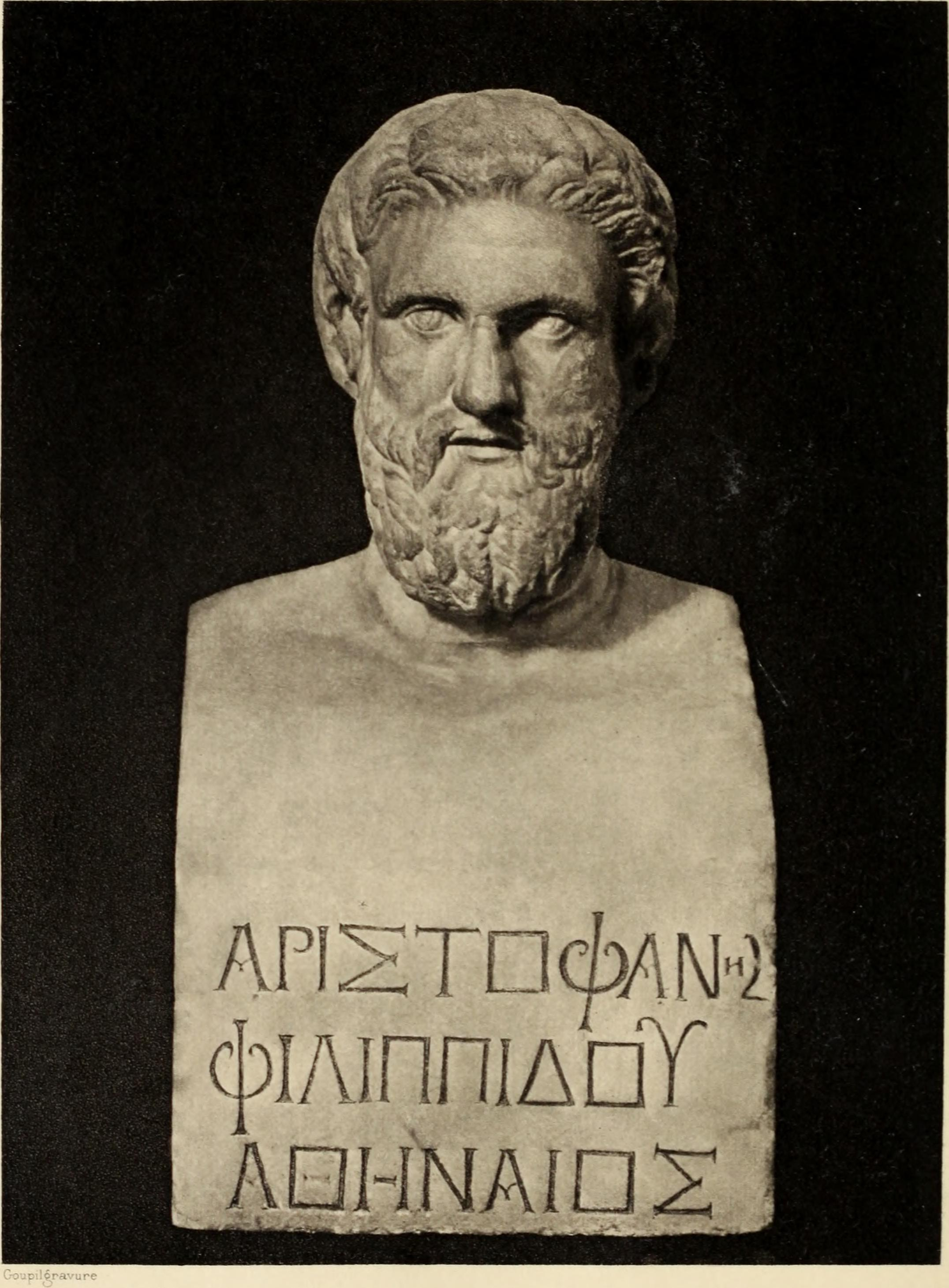
Buste d'Aristophane datant du, dans la collection du musée des Offices à Florence.

Aristophane, comme les cinq autres personnages qui participent au dialogue, fait l'éloge d'Éros en décrivant sa nature et ses bienfaits. Aristophane l'appréhende dans la perspective d'adresser la question de la nostalgie partagée par tous les hommes quant à la séparation des êtres sexués de laquelle est tributaire la manière dont nous nous reproduisons, à savoir, en nous accouplant par le biais d'une mise en union de nos organes génitaux. Dans son discours — à propos duquel Platon ironise —, Aristophane soutient la thèse suivante : les hommes ne se rendent pas compte du pouvoir d'Éros, sans quoi ils lui auraient élevé les temples les plus imposants ; aucun des dieux n'est mieux disposé à l'égard des humains. C'est dans ce discours que l'on trouve le "mythe" des humains doubles ou entiers, probablement inventé pour l'occasion car on n'en trouve la source nulle part ailleurs dans l'Antiquité et du « troisième sexe ». Phèdre, Eryximaque et Pausanias ont parlé du désir et des deux Éros, mais ils n'ont pas donné d'origine au Désir. Aristophane la situe dans une épreuve subie par les humains, celle d'une division en deux par Zeus à la suite d'un comportement mauvais.
Notre nature était autrefois différente : il y avait trois catégories d'êtres humains, le mâle, la femelle, et l'androgyne. De plus, chaque être humain était en fait une sphère avec quatre mains, quatre jambes et deux visages sur une tête unique, quatre oreilles, deux sexes, etc. Les humains se déplaçaient en avant ou en arrière, et, pour courir, ils faisaient des révolutions sur leurs huit membres. Le mâle était un enfant du Soleil, la femelle de la terre, et l'androgyne de la Lune. Leur force et leur orgueil étaient immenses. Chacun de ces êtres possédait un couple de sexe situé au-dessus des fesses ; leur reproduction s’effectuait non pas par l’union de ces derniers, mais bien plutôt par le biais d’un mouvement par lequel ces êtres-doubles surgissaient de la terre, tout comme le font les cigales. Désireux de prendre la place des dieux, ils tentèrent de monter jusqu'au ciel pour les y combattre. Zeus trouva un moyen de les affaiblir sans les tuer, ne voulant pas anéantir la race comme il avait pu le faire avec les Titans : il les coupa en deux comme un poissonnier coupe les poissons. Il demanda ensuite à Apollon de retourner leur visage et de coudre le ventre et le nombril du côté de la coupure.
Mais chaque morceau, regrettant sa moitié, tentait de s'unir à elle : ils s'enlaçaient en désirant se confondre et mouraient de faim et d'inaction. Zeus décida donc de déplacer les organes sexuels à l'avant du corps. Ainsi, alors que les humains surgissaient auparavant de la terre, un engendrement mutuel fut rendu possible par l'accouplement d'un homme et d'une femme. Alors, les hommes qui aimaient les femmes et les femmes qui aiment les hommes (moitiés d'androgynes) permettraient la perpétuité de la race ; et les hommes qui aiment les hommes (moitiés d'un mâle), plutôt que d'accoucher de la vie, accoucheraient de l'esprit. Ces derniers sont, selon l'Aristophane que présente Platon, les êtres les plus accomplis, car purement masculins. « Ce n'est pas par impudicité qu'ils se comportent ainsi - non c'est leur hardiesse, leur virilité et leur allure mâle qui font qu'ils recherchent avec empressement ce qui leur ressemble. En voici une preuve éclatante : les mâles de cette espèce sont les seuls en effet qui, parvenus à maturité, s'engagent dans la politique ».
Selon cette fable, l'implantation du désir dans l'être humain est donc ancienne. C'est le désir de deux êtres qui tentent de n'en faire qu'un pour guérir la nature humaine : nous sommes la moitié d'un être humain, et nous cherchons sans cesse notre moitié, de l'autre sexe ou du même sexe que nous. La rencontre de l'autre moitié frappe d'un sentiment d'affection et d'amour, que souhaite l'âme, qu'elle ne saurait exprimer. Pourtant, elle le devine : ce qu'elle souhaite, c'est se fondre le plus possible dans l'autre pour former un même être. C'est cela que nous souhaitons tous, nous transformer en un être unique. Personne ne le refuserait, car personne ne souhaite autre chose. Le nom «désir» est donc donné à ce souhait de retrouver notre totalité, et Éros est notre guide pour découvrir les bien-aimés qui nous conviennent véritablement. Le bonheur de l'espèce humaine, c'est de retourner à son ancienne nature grâce à l'amour, c'est là notre état le meilleur. Éros est issu d'une déchirure, d'une coupure originelle, d'une séparation radicale de ce qui nous rendait complets et unis, mais il est en même temps le remède à cette coupure en ce qu'il nous pousse à retrouver, autant qu'il est possible, l'état le plus proche de la perfection. Il nous sert en nous menant vers ce qui nous est apparenté, il soulève en nous l'espoir de rétablir notre nature ancienne (autant que possible) et de nous donner ainsi, mieux que toute autre chose, la félicité et le bonheur.

### Discours d'Agathon
Les discours précédents n'ont pas dit, selon Agathon, ce qu'est le dieu lui-même. Il faut donc expliquer sa nature pour en faire l'éloge. Agathon fait un éloge de la justice, de la tempérance, du courage et de la sagesse (sagacité) ; Xénophon observera ces valeurs dans le même ordre dans son Agésilas.
Avant de parler, Agathon procède à ce que l'on pourrait appeler un méta-discours : il fixe le cadre de ce qu'il va dire, et donne son plan (il procède « en montrant d'abord [l]a nature [de l'amour], et ensuite les dons qu'il nous fait », en distinguant explicitement cette étape préliminaire du reste du discours.
Éros est le plus heureux des dieux, car il est le meilleur et le plus beau. Il est toujours jeune et fuit la vieillesse ; il est le plus jeune des dieux. Son règne est le règne de la concorde et de la paix, par opposition à l'ancienne Nécessité et aux actes violents qui en découlaient. Il est délicat et n’aime la compagnie que de ce qui est tendre dans les âmes. Il fuit donc les caractères durs. Sa constitution est ondoyante et harmonieuse, il possède la grâce par excellence : il vit parmi les fleurs et les parfums. Par sa nature même, Éros exclut toute violence. Il ne commet pas l'injustice, il ne la subit pas. Au contraire, en toute circonstance, chacun l'assiste; il crée le consentement de ceux qu'il touche. Il est modéré et tempérant car il domine les désirs (qui sont en fait les autres désirs que lui-même). C'est un poète savant, créateur universel qui transforme en poète celui qu'il touche. Il a également un savoir dans la fabrication des êtres vivants, savoir qui fait naître et grandir tout ce qui vit. Dans la pratique des arts, c'est par désir et amour qu'Apollon inventa le tir à l'arc, la divination, etc. Tous les dieux sont donc des disciples d'Éros. Ce dieu nous interdit la croyance que nous sommes étrangers les uns aux autres : grâce à lui, nous appartenons à une même famille. 
Ce discours est très applaudi. Socrate prend ensuite la parole.

### Discours de Socrate

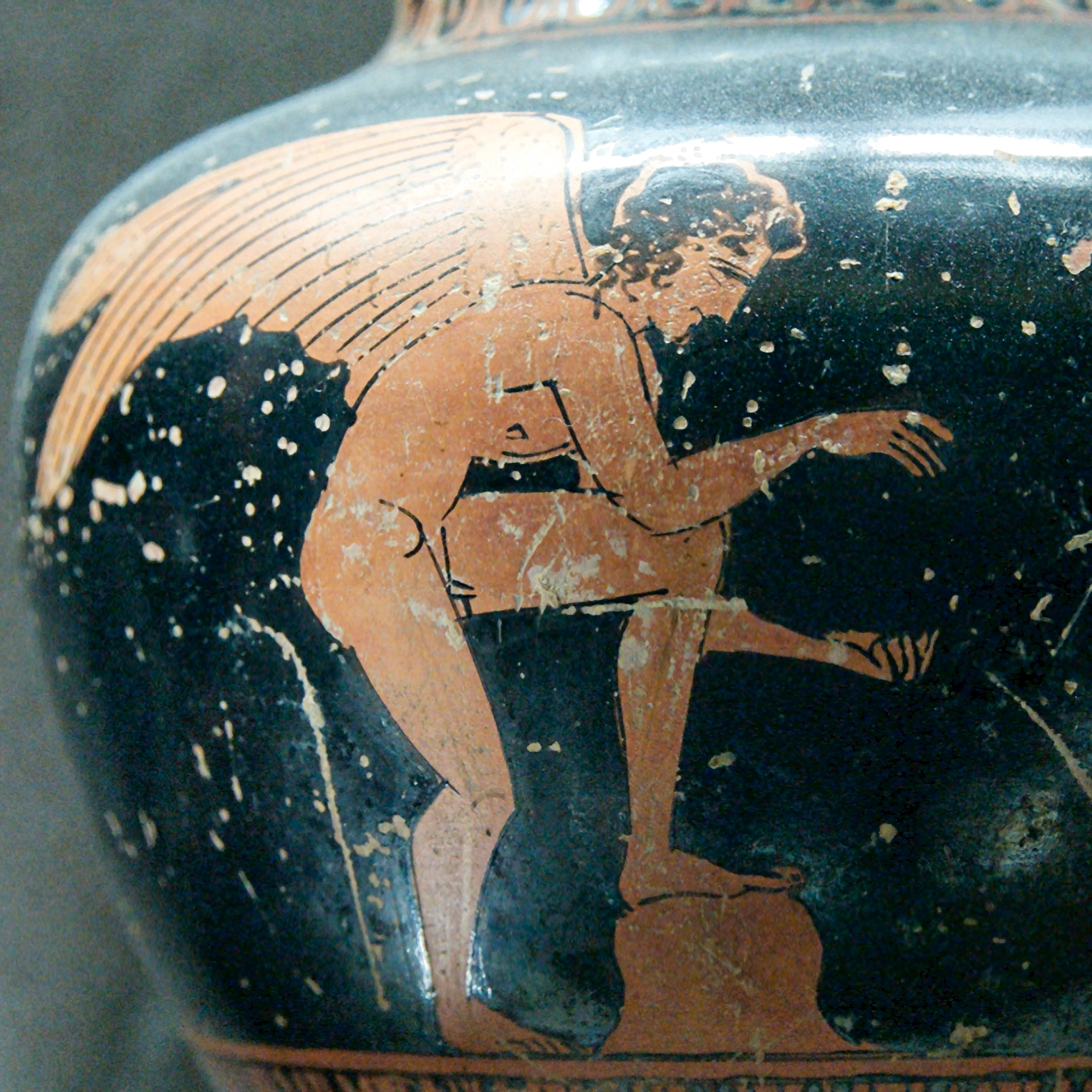
Éros. Détail d'une œnochoé attique, v. 430-425 av. J.-C. (musée du Louvre).

Non sans ironie, Socrate commence par dire qu'il ignorait la façon de louer quelque chose dont les autres convives ont tiré parti jusqu'à présent. Plusieurs avant lui, et surtout Agathon qui vient de parler, ont fait du dieu Désir un éloge essentiellement rhétorique. Ils lui attribuent toutes les choses et les caractéristiques positives qu'ils peuvent, afin de le faire paraître « le plus beau et le meilleur possible », mais un tel éloge ne peut être que fallacieux :

« Ce n'était point, selon toute apparence, la bonne méthode de faire l'éloge de quoi que ce soit : il faut plutôt attribuer à l'objet les plus grandes et les plus belles qualités possibles, qu'il les ait ou non, et quand même ce serait faux, cela n'aurait pas d'importance. Nous avons en effet admis d'avance, à ce qu'il paraît, que chacun de nous aurait l'air de louer Éros, et non pas qu'il le louerait en réalité. »

À l'éloge fallacieux, Platon oppose au fond l'éloge véritable ou philosophique, qui découvre d'abord ce qu'est le désir et ce que sont ses qualités, avant d'en tirer parti pour le louer.

#### Questionnement d'Agathon
Socrate procède ensuite à sa manière habituelle, en posant des questions à un interlocuteur qui, peu à peu, accepte la thèse de celui qui l'interroge. Il commence donc par cette question : « Est-il dans la nature de l'amour d'être amour de quelque chose, ou de rien ? » Agathon convient qu'il est amour de quelque chose. Il convient également, question après question, que l'on désire ce que l'on n'a pas, et que l'on ne désire pas ce que l'on a. L’amour est donc amour de quelque chose dont on manque. Platon laisse ici entrevoir une partie de sa thèse : « il ne peut y avoir d’amour du laid », le seul amour possible est « l’amour du beau ». Si ce passage signifie que le désir n'aime le beau que parce qu'il manque lui-même de beauté, le désir ne serait pas beau. Ces difficultés, déduites du discours d'Agathon et de quelques questions, montrent que l'on n'a pas suffisamment cherché ce qu'était le désir avant de faire son éloge. Socrate va donc commencer son discours, où il raconte en fait un dialogue entre lui et son ancienne maîtresse de philosophie, Diotime.

#### Nature d'Éros
On trouve ici une référence possible au Ménon. Dans un passage de ce dialogue, Platon distingue la droite opinion (orthos logos) de la science ou de la connaissance (Épistémé),. L'opinion droite est vraie, car elle est en conformité par rapport à la vérité ; seulement, l'opinion n'est pas justifiée, celui qui la détient ne sait pas pourquoi il a raison ou tort. C'est pourquoi son opinion peut changer, et devenir fausse, alors que celui qui sait pourquoi il a raison voit son opinion devenir fixe, car liée par un raisonnement. Ainsi justifiée et fixée dans l'esprit, elle devient science. Socrate, par la bouche de Diotime, ajoute que l'opinion droite correspond à un milieu entre science et ignorance.
Il en va de même du désir : ni bon ni beau, sans quoi il ne serait pas désir, mais ce n'est pas pour cela qu'il est nécessairement l'opposé du bon et du beau, c'est-à-dire mauvais. Bien plutôt, il se trouve entre les deux. Il est un « grand démon / grand génie » (daimon), « intermédiaire entre le mortel et l'immortel. ». Éros fait partie des démons/des génies, au sens grec du terme : il est chargé de faire le lien entre les dieux et les hommes, faisant remonter les prières et les sacrifices d'un côté, descendre les ordres et les rétributions des sacrifices de l'autre.
Pour donner une origine au Désir, Socrate a recours au mythe. Lorsqu'Aphrodite est née, les dieux ont fait un banquet pour fêter cette naissance. Parmi eux, il y avait Poros, qui personnifie le passage (fluvial ou maritime, jamais terrestre) mais aussi l'Expédient. Après le dîner, Pénia, personnifiant la Pauvreté, vient mendier. Elle voit s'en aller Poros qui, repus et ivre, va faire une sieste dans le jardin de Zeus. Pénia a alors l'idée d'avoir un enfant de Poros, et elle profite de son sommeil pour s'unir à lui. De cette union naît Éros, qui tient de ses deux parents 

« il est toujours pauvre, et loin d'être délicat et beau comme le croient la plupart, il est rude au contraire, il est dur, il va pieds nus, il est sans gîte, il couche toujours par terre, sur la dure, il dort à la belle étoile près des portes et sur les chemins [...] et le besoin l'accompagne toujours. »

 Comme son père, il recherche le beau et le bon, est viril et sait chasser avec compétence. Il est à la fois philosophe, sorcier et sophiste. Par sa double nature, divine et humaine, le Désir n'est ni sage ni ignorant et cherche la connaissance, car il sait qu'elle lui manque (le sage n'a pas besoin de chercher la connaissance, tandis que l'ignorant, inconscient de sa propre ignorance, ne la cherche pas non plus).

#### L'amour, production dans la beauté
L'amour n'étant pas parfait comme le sont les dieux, il cherche la beauté et la connaissance, en un mot une certaine perfection. Il n'est pas cette perfection qu'il cherche. Les hommes veulent être heureux, et quand ils possèdent effectivement le bonheur, ils ne cherchent rien de plus ; c'est là le but (en grec ancien Τέλος) ou le Bien suprême, au-delà duquel on n'en trouve pas d'autre qui soit encore supérieur. Si le fait de posséder certaines choses rend heureux, il suffit de ne plus les posséder pour que le bonheur disparaisse : l'amour n'est donc pas seulement le désir de posséder ce qui est bon, mais le désir de le posséder toujours.
L'être humain est mortel et imparfait.
Le seul moyen pour dépasser ce triste constat, et accéder à une relative immortalité, c'est de procréer : « Chez le vivant mortel c'est cela même qui est immortel : la fécondité et la procréation ». L'immortalité est d'essence divine, et le laid est en discordance avec le divin alors que le beau s'accorde avec lui. Celui qui est fécond s'approche donc de la beauté pour enfanter : l'amour est « le désir de posséder et de garder ce qui est ou semble bon ». L'on peut y voir ici un aspect qui sera repris par Plotin : l'être fécond s'approchant de ce qui est au-dessus de lui dans la hiérarchie des êtres (en l'occurrence le beau) va surabonder, et créer quelque chose qui sera en dessous de lui dans la même hiérarchie.
Diotime – soit Socrate en son nom– développe ensuite les stratégies des mortels pour se rendre immortels. Il y en a deux : d'une part la fécondité et le fait d'avoir des enfants ; d'autre part l'ambition, qui permet de se ménager « une gloire immortelle », à l'instar d'Achille, qui a préféré une vie courte mais éternelle à une vie longue mais vouée à disparaître.
La dernière étape du discours de Socrate est la distinction entre trois types de fécondité, qui correspondent à trois niveaux de contemplation et de désir du beau :
- La fécondité biologique, le fait d'avoir des enfants,
- La fécondité de l'âme, par la pensée et la réalisation d'actes excellents,
- L'ordonnance de la cité[47].

Quant à l'individu qui contemple et qui cherche le beau, il traversera trois étapes. Tout d'abord, il aime la beauté d'un corps. Cette beauté est sensible et particulière. Puis, se rendant compte que la beauté d'un corps est en fait la beauté de sa forme et qu'on trouve aussi une telle beauté dans d'autres corps, il méprisera celui qu'il aura aimé. Ensuite, « Il estimera la beauté des âmes plus précieuse que celle des corps, en sorte qu'une personne dont l'âme a sa beauté sans que son charme physique ait rien d'éclatant, va suffire à son amour et à ses soins ». Se concentrant sur l'âme plutôt que sur le corps, il la cherchera dans les actions humaines, où il verra que la beauté est toujours semblable à elle-même. Enfin, les actions humaines le conduiront aux sciences, où il contemplera directement le beau. Ce qui lui permettra d'être animé par l'amour du savoir. Toutes ces sciences le laisseront voir la beauté en soi, « une beauté qui tout d'abord est éternelle, qui ne connaît ni la naissance ni la mort, ni la croissance ni le déclin [...] elle lui apparaîtra en elle-même et par elle-même, éternellement jointe à elle-même par l'unicité de sa forme, et toutes les autres choses qui sont belles participent de cette beauté. ».
Le Désir doit donc être honoré en tant qu'il est un auxiliaire de la poursuite et de la possession du beau, « simple, pur, sans mélange, étranger à l'infection des chairs humaines [...] et en mesure de contempler la beauté divine en elle-même, dans l'unicité de la forme ».

### Arrivée et discours d'Alcibiade

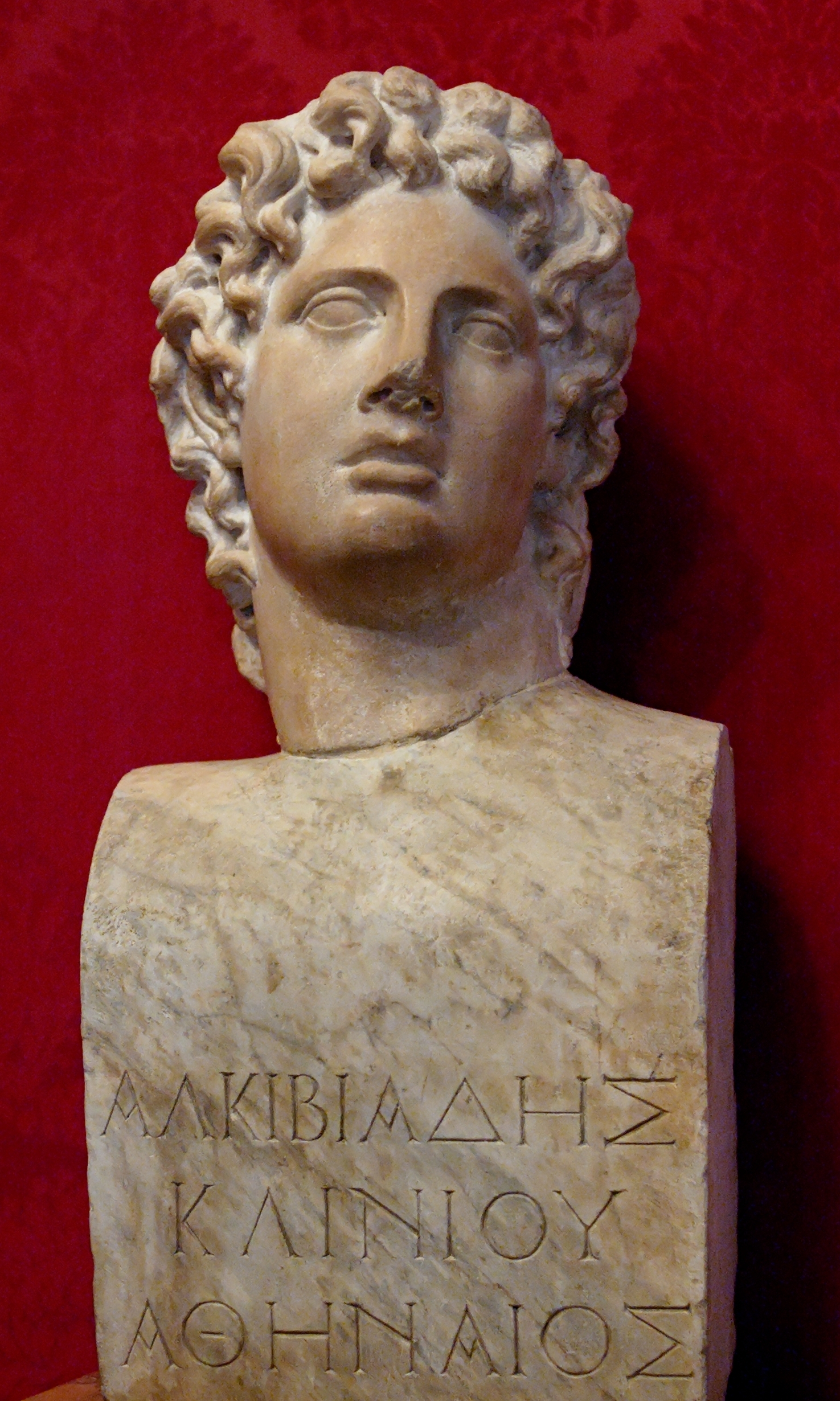
Buste d'Alcibiade idéalisé (copie romaine d'un original grec, musée du Capitole, Rome).

Soudain, les convives entendent un grand bruit à la porte extérieure. On y frappe à coups redoublés, la voix de jeunes gens avinés et d'une joueuse de flûte se fait entendre. C'est Alcibiade qui survient, ivre. Agathon l'invite à s'asseoir entre lui et Socrate, ignorant la présence de Socrate, bien qu'assis juste à ses côtés. Quand, soudain, au détour d'une remarque, il s'exclame :
« — Par Héraclès ! Qu'est ceci ? Quoi, Socrate, te voilà encore ici à l'affût pour me surprendre en réapparaissant au moment où je m'y attends le moins ! »
(Socrate, inquiet, répond) « — Au secours, Agathon ! s'écria Socrate. L'amour de cet homme n'est pas pour moi un médiocre embarras, je t'assure. Depuis l'époque où j'ai commencé à l'aimer, je ne puis plus me permettre de regarder un beau garçon ni de causer avec lui sans que, dans sa fureur jalouse, il ne vienne me faire mille scènes extravagantes, m'injuriant, et s'abstenant à peine de porter les mains sur moi. Ainsi, prends garde qu'ici même il ne se laisse aller à quelque excès de ce genre, et tâche de nous raccommoder ensemble, ou bien protège-moi s'il veut se porter à quelque violence ; car il m'épouvante en vérité avec sa folie et ses emportements d'amour. »
Alcibiade, ivre, redemande à boire, non dans des verres, mais dans un vase. Les convives insistent pour qu'il fasse à son tour son éloge de l'Amour. Il argue qu'en présence de Socrate, il ne peut faire l'éloge de quiconque, dieu ou homme, sans risque : Socrate « voudra me battre » déclara-t-il. Ainsi, plutôt que de faire l'éloge de l'Amour, il fait accepter l'idée qu'il puisse faire l'éloge de Socrate.
Son discours est contradictoire : Socrate, pour lui, « ressemble particulièrement au satyre Marsyas », « est un effronté railleur », mais simultanément, « — je vous attesterais avec serment l'effet extraordinaire que ses discours m'ont fait et me font encore. En l'écoutant, je sens palpiter mon cœur plus fortement que si j'étais agité de la folie dansante des corybantes, ses paroles font couler mes larmes, et j'en vois un grand nombre d'autres ressentir les mêmes émotions. » Alcibiade admet se sentir en position de faiblesse vis-à-vis de Socrate : « — Pour lui seul dans le monde, j'ai éprouvé ce dont on ne me croirait guère capable, de la honte en présence d'un autre homme : or il est en effet le seul devant qui je rougisse. J'ai la conscience de ne pouvoir rien opposer à ses conseils, et pourtant de n'avoir pas la force, quand je l'ai quitté, de résister à l'entraînement de la popularité ; je le fuis donc ; mais quand je le revois, j'ai honte d'avoir si mal tenu ma promesse, et souvent j'aimerais mieux, je crois, qu'il ne fut pas au monde, et cependant si cela arrivait, je suis bien convaincu que j'en serais plus malheureux encore ; de sorte que je ne sais comment faire avec cet homme-là. »
Alcibiade déclare avoir vainement tenté de le séduire, par le passé, mais Socrate s'y était toujours refusé, ce qui était outrageant à ses yeux, puis consent à faire l'éloge de Socrate. Alcibiade est dans un état intermédiaire, à la fois admiratif de Socrate, et en proie à un grand ressentiment à son égard. Il est dans la position de celui qui éprouve le malheur de l'amour déçu, mais conserve l'espoir d'arriver à ses fins ; il souffre, fait des reproches, mais y croit toujours. « Alcibiade ayant cessé de parler, on se mit à rire de sa franchise, et de ce qu'il paraissait encore épris de Socrate ».
Son éloge du philosophe n'a pour but que de tenter de séduire Socrate
Socrate réagit : « Je soupçonne, Alcibiade, que tu as été sobre aujourd'hui ; sans quoi tu n'aurais jamais si habilement tourné autour de ton sujet en t'efforçant de nous donner le change sur le vrai motif qui t'a fait dire toutes ces belles choses, et que tu n'as touché qu'incidemment la fin de ton discours : comme si l'unique dessein qui t'a fait parler n'était pas de nous brouiller, Agathon et moi, en prétendant, comme tu le fais, que je dois t'aimer et n'en point aimer d'autre, et qu'Agathon ne doit pas avoir d'autre amant que toi. Mais l'artifice ne t'a point réussi; et on voit ce que signifiaient ton drame satirique et tes silènes. Ainsi, mon cher Agathon, tâchons qu'il ne gagne rien à toutes ces manœuvres, et fais en sorte que personne ne nous puisse détacher l'un de l'autre. »
Tout comme dans le Banquet de Xénophon et le Théétète de Platon, où Socrate, qui a de nombreux traits de ressemblance physique avec Théétète, lui dit même qu'il le trouve beau, le personnage qu’est le silène, demi-dieu caricatural du moche, contient toute une sagesse : la comparaison avec Socrate en est un rappel dans ce dialogue ; la comparaison des laideurs sert en même temps à Socrate à évoquer une sagesse, beauté – en l'occurrence – tout intérieure.
La feinte est éventée. Socrate sous-entend qu'Alcibiade est fort coutumier de la boisson, ce qui le rend souvent maladroit. « — En vérité, dit Agathon, je crois que tu as raison, Socrate ; et justement il est venu se placer entre toi et moi pour nous séparer, j'en suis sûr. Mais il n'y gagnera rien, car je vais à l'instant me placer à côté de toi. » Mais Alcibiade de continuer ses manœuvres pour parvenir à ses fins. Et Socrate et Agathon de s'en défendre... Ce petit jeu est interrompu par l'arrivée chez Agathon d'une foule joyeuse. C'est la fin du banquet : le prétexte de beuverie. Au matin, Agathon, Aristophane et Socrate discutent de l'art de la tragédie. Agathon et Aristophane finissent par s'endormir. Socrate s'en va, passe tranquillement sa journée et rentre chez lui le soir se reposer.

## Postérité
Le Banquet tient une place importante dans l'histoire de l'étude philosophique des amours entre personnes de même sexe. C'est un texte encore souvent utilisé en philosophie lorsque l'on traite de l'amour.
Si le XVIIIe siècle français a peu apprécié Platon, Diderot fait exception, et il a apprécié son art de la composition et de la mise en scène. Ainsi, écrit-il, « Presque toutes les entrées de ses [Platon] dialogues sont des chefs-d'œuvre de vérité pittoresque : on en rencontre même dans le cours du dialogue ; je n'en apporterai qu'un exemple tiré du Banquet. [...] Quel tableau que l'entrée d'Alcibiade et de son cortège au milieu des philosophes ! »
Dans le chapitre « L'amitié de Platon » des Vergers sur la mer, Charles Maurras commente Le Banquet en l'intégrant dans ses propres réflexions esthétiques. Pour lui, le discours d'Agathon est une préfiguration du romantisme, image du désir stérile car coupé de la raison ; Socrate (et Platon à travers lui), au contraire, voit dans le désir entre hommes le premier pas dans la recherche du Beau et du Vrai, préfigurant en cela les thèses maurrassiennes de défense du classicisme en tant qu'harmonie entre beauté et vérité.